# Herbert Sleegers
Herbert Sleegers (* 4. Juni 1932 in Grefrath; † 3. Juni 2018 in Oberstdorf) war ein niederrheinischer Lyriker und Schriftsteller.

## Leben und Sprachkunst
Herbert Sleegers wuchs im niederrheinischen Grefrath (Kreis Viersen) auf. Nach seinem Abitur (1952) am Gymnasium Thomaeum in Kempen studierte er in Aachen sowie an den Universitäten Bonn und Düsseldorf.
Philosophie, Theologie und Pädagogik. 1957 bis 1996 war er im Schuldienst. Sleegers war Mitarbeiter der Literaturwerkstatt Krefeld und der Jahresschrift für Literatur und Grafik Muschelhaufen sowie verantwortlicher Redakteur der Zeitschrift Literatur am Niederrhein. Prägnante Bilder und ein ausgeprägtes Sprachgefühl kennzeichnen die Lyrik und kurzen Prosatexte des mit dem Niederrhein verwurzelten Autors, die von eigenen Erfahrungen ausgehen und oft eine meditative Ausstrahlung aufweisen. Mit den Worten „Er liebt die Sprache, [...] betrachtet sie von allen Seiten und entdeckt auf diese Weise das verborgene Leben der Wörter, [...] und lockt so aus dem Sinn den Hintersinn hervor“ charakterisierte Sophia Willems seine Sprachkunst bei der Laudatio anlässlich der Übergabe des Niederrheinischen Literaturpreises am 8. Dezember 1996 in Krefeld. Sleegers war in literarischen Jurys und Projekten vertreten und veröffentlichte zahlreiche Fachaufsätze mit dem Themenschwerpunkt Sprachdidaktik.
Herbert Sleegers war verheiratet, hat einen Sohn und wohnte in Viersen-Süchteln. Er starb im Juni 2018, einen Tag vor seinem 86. Geburtstag, in Oberstdorf.

## Auszeichnungen
- 1985 und 1991 Lyrik-Preis der Stadt Nettetal
- 1991 Hafiz-Preis, Düsseldorf
- 1996 Niederrheinischer Literaturpreis der Stadt Krefeld
- 1996 Kurgastdichter in Lage-Hörste

## Werke
- Da vergeht uns Hören und Sehen. Gedichte. Sassafras, Krefeld 1986. ISBN 3-922690-70-X
- Beim Lesen eines Gedichts. In: Literatur in Krefeld. Nr. 5. Krefeld 1985
- Der Wolkenzähler. Erzählungen. Sassafras, Krefeld 1994. ISBN 3922690-52-1
- Kindersegen. Erzählungen. In: Literatur in Krefeld. Nr. 24. Krefeld 1995
- Nur mit rechts wird aufgezeigt. 65 Schulgeschichten. Sassafras. Krefeld 1997. ISBN 3-922690-28-9
- Laudatio anläßlich der Verleihung des „Niederrheinischen Literaturpreises“ an Gisbert Haefs. In: Die Heimat. Krefelder Jahrbuch. Band 70. 1999

## Zitat
„Auch dieser Winter / wird gehn. / Gewiß. / Klar perforiert ist der / Zeitrand. Nichts / bleibt. / Krähen hängen / im Wind überm Abgrund. / Wir sagten / Frühling.“